# 楊康宏
楊康宏（1972年8月—），中華人民共和國政治人物。现任陝西省渭南市委办公室副主任暨渭南市委副秘书长。
楊康宏於1972年8月生，陝西省咸阳市秦都区人，1995年7月加入中国共产党。2014年5月28日，中共渭南市委组织部对13人进行任前公示，楊康宏任命为渭南市委副秘书长。

## 外部連結
- 渭南市委办公室财政供养人员在岗情况公示 （页面存档备份，存于）